# Моано (Торино)
Моано је насеље у Италији у округу Торино, региону Пијемонт.
Према процени из 2011. у насељу је живело 52 становника. Насеље се налази на надморској висини од 300 м.